# Liste des membres de la Ligue de justice d'Amérique
Cet article recense tous les super-héros de l'univers DC ayant appartenu à la Ligue de justice d'Amérique (Justice League of America en anglais). 

## Les super-héros classiques des années 1950
| Personnage        | Identité                  | Première apparition         | Notes                                                       |
| ----------------- | ------------------------- | --------------------------- | ----------------------------------------------------------- |
| Superman          | Clark Kent / Kal-El       | The Brave and the Bold # 28 | - Membre Fondateur                                          |
| Batman            | Bruce Wayne               | The Brave and the Bold # 28 | - Membre Fondateur                                          |
| Wonder Woman      | Diana Prince              | The Brave and the Bold # 28 | - Membre Fondatrice                                         |
| Flash             | Barry Allen               | The Brave and the Bold # 28 | - Membre Fondateur                                          |
| Green Lantern     | Hal Jordan                | The Brave and the Bold # 28 | - Membre Fondateur                                          |
| Aquaman           | Arthur Curry              | The Brave and the Bold # 28 | - Membre Fondateur                                          |
| Martian Manhunter | John Jones / J'onn J'onzz | The Brave and the Bold # 28 | - Membre Fondateur avant Flashpoint - Actif dans Stormwatch |

## Les recrues des années 1960
| Personnage   | Identité     | Première apparition            | Notes                                                                            |
| ------------ | ------------ | ------------------------------ | -------------------------------------------------------------------------------- |
| Green Arrow  | Oliver Queen | Justice League of America # 4  | - Actif                                                                          |
| Atom         | Ray Palmer   | Justice League of America # 11 | - Actif                                                                          |
| Hawkman      | Katar Hol    | Justice League of America # 31 | - Actif                                                                          |
| Black Canary | Dinah Lance  | Justice League of America # 74 | - Membre Fondatrice (mais indiqué dans la série 52 #51) - Actif de Birds of Prey |

## Les recrues des années 1970 et 1980
| Personnage       | Identité                       | Première apparition             | Notes                                           |
| ---------------- | ------------------------------ | ------------------------------- | ----------------------------------------------- |
| Phantom Stranger | Inconnu                        | Justice League of America # 103 | - Actif                                         |
| Elongated Man    | Ralph Dibny                    | Justice League of America # 105 | - Mort dans 52 #42                              |
| Red Tornado      | Ulthoon / John Smith           | Justice League of America # 106 | - Statut inconnu depuis Flashpoint              |
| Zatanna          | Zatanna Zatara                 | Justice League of America # 161 | - Active dans Justice League Dark               |
| Firestorm        | Ronnie Raymond et Martin Stein | Justice League of America # 179 | - Martin Stein est mort dans Brightest Day #22. |
| Hawkwoman        | Shayera Hol                    | Justice League of America# 146  | - Active                                        |

## Justice League Détroit
| Personnage | Identité         | Première apparition                  | Notes                                       |
| ---------- | ---------------- | ------------------------------------ | ------------------------------------------- |
| Steel      | Hank Heywood III | Justice League of America Annual # 2 | - Mort dans Justice League of America # 38  |
| Vixen      | Mari Jiwe McCabe | Justice League of America Annual # 2 | - Active dans JLI                           |
| Vibe       | Paco Ramon       | Justice League of America Annual # 2 | - Mort dans Justice League of America # 258 |
| Gypsy      | Cindy Reynolds   | Justice League of America # 236      | - Active                                    |

## Justice League International
| Personnage      | Identité           | Première apparition               | Notes |
| --------------- | ------------------ | --------------------------------- | --- |
| Blue Beetle     | Ted Kord           | Legends # 6                       | - Mort durant DC Countdown # 1                                                                                 |
| Captain Marvel  | Billy Batson       | Legends # 6                       | - A perdu ses pouvoirs dans Justice Society of America vol.3 #23                                               |
| Dr. Fate        | Kent Nelson        | Legends # 6                       | - Mort dans Book of Fate #1                                                                                    |
| Green Lantern   | Guy Gardner        | Legends # 6                       | - Actif |
| Mister Miracle  | Scott Free         | Justice League # 1                | - Mort dans Death of the New Gods #7 - Ressuscité mais déplacé à Terre-51 dans Final Crisis #7                 |
| Doctor Light    | Kimiyo Hoshi       | Justice League # 1                | - Actif |
| Booster Gold    | Michael Carter     | Justice League # 4                | - Actif dans JLI                                                                                               |
| Captain Atom    | Nathaniel Adam     | Justice League International # 7  | - Actif |
| Rocket Red 7    | Vladimir Mikoyan   | Justice League International # 7  | - Sa véritable identité est un Manhunter cyborg - Détruit dans Justice League International # 9                |
| Rocket Red 4    | Dimitri Pushkin    | Justice League International # 11 | - Mort durant The OMAC Project #5                                                                              |
| Fire            | Beatriz da Costa   | Justice League International # 14 | - Active dans JLI                                                                                              |
| Ice             | Tora Olafsdotter   | Justice League International # 14 | - Morte dans Justice League Task Force # 14 - Révélée d'être en vie dans Birds of Prey #104. - Active dans JLI |
| Hawkman         | Fel Andar          | Justice League International # 19 | - Révélé comme étant un traitre - Mort dans Rann-Thanagar War # 4.                                             |
| Hawkwoman       | Sharon Parker      | Justice League International # 19 | - Morte dans Hawkworld (vol. 2) # 23.                                                                          |
| Huntress        | Helena Bertinelli  | Justice League of America # 30    | - Membre de Birds of Prey                                                                                      |
| Dr. Fate        | Linda Strauss      | Justice League of America # 31    | - Morte dans Dr. Fate # 24                                                                                     |
| Lightray        | Sollis             | Justice League of America # 42    | - Mort dans Countdown to Final Crisis #48 - Ressuscité mais déplacé à Terre-51 dans Final Crisis #7            |
| Orion           | Orion of Apokolips | Justice League of America # 42    | - Mort dans Final Crisis #1                                                                                    |
| General Glory   | Joseph Jones       | Justice League of America # 50    | - Mort dans Justice League Quarterly # 16                                                                      |
| Tasmanian Devil | Hugh Dawkins       | Justice League of America # 56    | - Actif |
| Bloodwynd       | -                  | Justice League of America # 63    | - Actif |
| Maxima          | Maxima of Almerac  | Justice League of America # 63    | - Morte dans Man of Steel # 117                                                                                |
| Black Condor    | Ryan Kendall       | Justice League America #71        | - Mort dans Infinite Crisis # 1                                                                                |
| Ray             | Ray Terrill        | Justice League of America # 71    | - Actif dans Freedom Fighters                                                                                  |
| Agent Liberty   | Benjamin Lockwood  | Justice League of America # 71    | - Mort dans Action Comics # 873.                                                                               |

## Justice League Europe
| Personnage       | Identité                     | Première apparition               | Notes                                                                                                  |
| ---------------- | ---------------------------- | --------------------------------- | --- |
| Animal Man       | Buddy Baker                  | Justice League International # 24 | - Actif                                                                                                |
| KidFlash         | Wally West                   | Justice League International # 24 | - Membre actif                                                                                         |
| Metamorpho       | Rex Mason                    | Justice League International # 24 | - Membre des Outsiders                                                                                 |
| Power Girl       | Kara / Karen Starr           | Justice League International # 24 | - Membre de la Société de Justice d'Amérique                                                           |
| Crimson Fox      | Vivian et Constance d'Aramis | Justice League Europe # 13        | - Vivian est morte dans Justice League America # 104 - Constance est morte dans Starman (vol. 2) # 38. |
| Blue Jay         | Jay Abrams                   | Justice League Europe # 20        | - Actif                                                                                                |
| Silver Sorceress | Laura Neilsen                | Justice League Europe # 20        | - Morte dans Justice League Europe # 35                                                                |
| Maya             | Chandi Gupta                 | Justice League Europe # 50        | - Active                                                                                               |

## Après Zero Hour
| Personnage   | Identité          | Première apparition               | Notes                                        |
| ------------ | ----------------- | --------------------------------- | -------------------------------------------- |
| Triumph      | William MacIntyre | Justice League International # 67 | - Mort dans JLA # 38                         |
| Hawkman      | Katar Hol         | Justice League America # 0        | - Mort dans JSA # 23                         |
| Atom Smasher | Albert Rothstein  | Justice League America # 0        | - Membre de la Société de Justice d'Amérique |
| Obsidian     | Todd Rice         | Justice League America # 0        | - Membre de la Société de Justice d'Amérique |
| Amazing Man  | Will Everett III  | Extreme Justice # 0               | - Tué dans Starman (vol. 2) # 38             |
| Blue Devil   | Daniel Cassidy    | Justice League America # 98       | - Actif dans Shadowpact                      |
| Icemaiden    | Sigrid Nansen     | Justice League America # 98       | - Inactive                                   |
| L-Ron        | Despero           | Justice League Task Force # 12    | - Actif                                      |
| Mystek       | Jennifer Barclay  | Justice League Task Force # 26    | - Tué dans Justice League Task Force # 32    |
| Zan et Jayna | Zan et Jayna      | Extreme Justice # 16              | - Actif                                      |

## JLA
| Personnage       | Identité         | Première apparition                         | Notes                                                                                           |
| ---------------- | ---------------- | ------------------------------------------- | ----------------------------------------------------------------------------------------------- |
| Green Lantern    | Kyle Rayner      | Justice League: A Midsummer's Nightmare # 3 | - Actif dans la Green Lantern Corps                                                             |
| Tomorrow Woman   | -                | JLA # 5                                     |                                                                                                 |
| Aztek            | Curt Falconer    | Aztek # 10                                  | - Mort dans JLA # 41                                                                            |
| Green Arrow      | Connor Hawke     | JLA # 9                                     | - Actif                                                                                         |
| Oracle           | Barbara Gordon   | JLA # 16                                    | - Active sous Batgirl                                                                           |
| Plastic Man      | Patrick O'Brian  | JLA # 16                                    | - Actif                                                                                         |
| Steel            | John Henry Irons | JLA # 16                                    | - Actif                                                                                         |
| Zauriel          | -                | JLA # 16                                    | - Actif                                                                                         |
| Wonder Woman     | Hippolyta        | JLA # 16                                    |                                                                                                 |
| Big Barda        | Barda Free       | JLA # 17                                    | - Morte dans Death of the New Gods #1 - Ressuscité mais déplacé à Terre-51 dans Final Crisis #7 |
| Hourman          | Matthew Tyler    | JLA # 26                                    | - Détruit dans JSA # 66                                                                         |
| Antaeus          | Mark Antaeus     | JLA : Superpower                            | - Mort dans JLA : Superpower                                                                    |
| Moon Maiden      | Laura Klein      | JLA Giant Size Special # 3                  | - Situation inconnue                                                                            |
| Nightwing/Batman | Dick Grayson     | JLA # 69                                    | - Actif sous l'identité de Nightwing                                                            |
| Faith            | Inconnu          | JLA # 69                                    | - Actif                                                                                         |
| Hawkgirl         | Kendra Saunders  | JLA # 69                                    | - Active                                                                                        |
| Etrigan          | Jason Blood      | JLA # 69                                    | - Actif                                                                                         |
| Major Disaster   | Paul Booker      | JLA # 69                                    | - Tué dans Infinite Crisis # 7                                                                  |
| Green Lantern    | John Stewart     | JLA # 76                                    | - Actif dans les Green Lantern Corps                                                            |
| Manitou Raven    | -                | JLA # 78                                    | - Mort dans Justice League Elite # 8                                                            |

## Justice League Elite
| Personnage      | Identité        | Première apparition      | Notes                                                      |
| --------------- | --------------- | ------------------------ | ---------------------------------------------------------- |
| Sister Superior | Vera Lynn Black | JLA # 100                | - Présumée disparu                                         |
| Menagerie       | Sonja           | JLA # 100                | - Présumé arrêté par la JLA                                |
| Coldcast        | Nathan Jones    | JLA # 100                | - Présumé disparu                                          |
| Naif al-Sheikh  | -               | Justice League Elite # 1 | - Présumé disparu                                          |
| Kasumi          | Cassandra Cain  | Justice League Elite # 1 | - Active dans Batman Incorporated sous l'identité Blackbat |
| Manitou Dawn    | -               | Justice League Elite # 1 | - Actif                                                    |

## AprèsInfinite Crisis
| Personnage      | Identité                        | Première apparition                    | Notes                                              |
| --------------- | ------------------------------- | -------------------------------------- | -------------------------------------------------- |
| Firestorm       | Jason Rusch et Martin Stein     | 52 # 24                                | - Membre de JLA non reconnu                        |
| Firehawk        | Lorraine Reily                  | 52 # 24                                | - Membre de JLA non reconnu                        |
| Super-Chief     | Jon Standing Bear               | 52 # 24                                | - Membre de JLA non reconnu - Meurt dans 52 #24    |
| Bulleteer       | Alix Harrower                   | 52 # 24                                | - Membre de JLA non reconnu                        |
| Ambush Bug      | Irwin Schwab                    | 52 # 24                                | - Membre de JLA non reconnu                        |
| Red Arrow       | Roy Harper                      | Justice League of America (vol. 2) # 7 | - Actif                                            |
| Black Lightning | Jefferson Pierce                | Justice League of America (vol. 2) # 7 | - Actif                                            |
| Geo-Force       | Brion Markov                    | Justice League of America (vol. 2) # 8 | - Actif                                            |
| Supergirl       | Kara Zor-El                     | Justice League: Cry for Justice #3     | - Active                                           |
| Starman         | Mikaal Tomas                    | Justice League: Cry for Justice #5     | - Actif                                            |
| Congo Bill      | William "Congo Bill" Glenmorgan | Justice League: Cry for Justice #5     | - Actif                                            |
| Guardian        | Jim Harper                      | Justice League of America vol. 2, #41  | - Inactif depuis Superman: War of the Supermen #4. |
| Mon-El          | Lar Gand                        | Justice League of America vol. 2, #41  | - Actif dans la Légion des Super-Héros             |
| Donna Troy      |                                 | Justice League of America vol. 2, #41  | - Actif                                            |
| Cyborg          | Victor Stone                    | Justice League of America vol. 2, #41  | - Actif - Membre fondateur depuis Flashpoint       |
| Starfire        | Koriand'r                       | Justice League of America vol. 2, #41  | - Active dans les Outlaws                          |

## AprèsFlashpoint
| Personnage             | Identité   | Première apparition             | Notes             |
| ---------------------- | ---------- | ------------------------------- | ----------------- |
| Godiva                 | Dora Leigh | Justice League International #1 | - Active dans JLI |
| August General in Iron | Fang Zhifu | Justice League International #1 | - Actif dans JLI  |

## Adaptation dans d'autres médias

### Films

#### Première équipe (vue dansJustice League)
| Personnage   | Identité            | Première apparition                                                     | Notes               |
| ------------ | ------------------- | ----------------------------------------------------------------------- | ------------------- |
| Superman     | Clark Kent / Kal-El | Man of Steel                                                            | - Membre Fondateur  |
| Batman       | Bruce Wayne         | Batman v Superman : L'Aube de la justice                                | - Membre Fondateur  |
| Wonder Woman | Diana Prince        | Batman v Superman : L'Aube de la justice                                | - Membre Fondatrice |
| Cyborg       | Victor Stone        | Batman v Superman : L'Aube de la justice (caméo photographique)         | - Membre Fondateur  |
| Flash        | Barry Allen         | Batman v Superman : L'Aube de la justice (caméo photographique)         | - Membre Fondateur  |
| Aquaman      | Arthur Curry        | Batman v Superman : L'Aube de la justice (caméo photographique)@llh.148 | - Membre Fondateur  |

### Séries
La liste ci-dessous recense les membres des équipes de la Ligue de Justice d'Amérique dans les comics introduits dans les différentes séries télévisées et de plateformes de visionnages liées à l'Univers DC.